# Dan Andriano

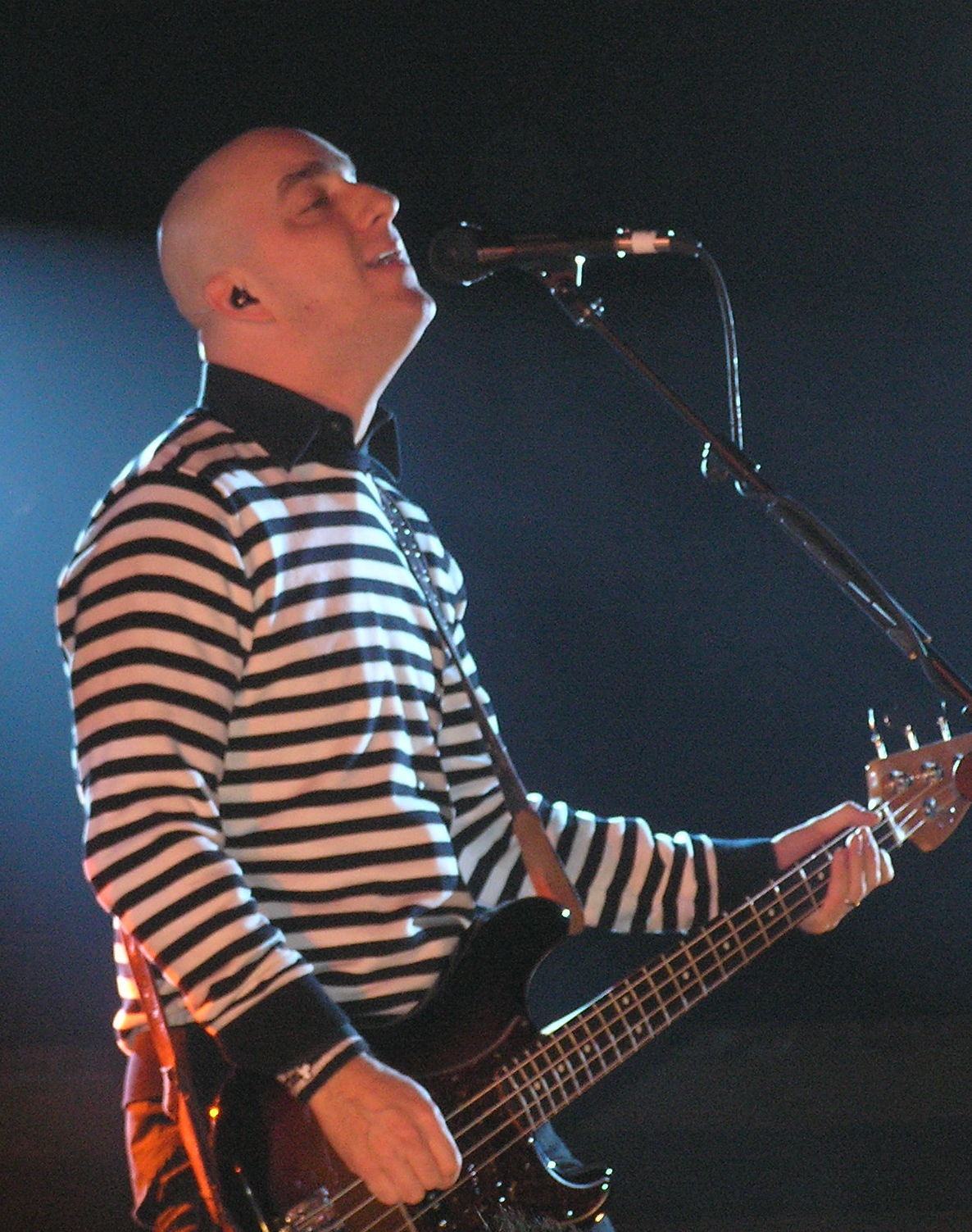
Andriano, fotografiert von Matt Skiba, Sheffield 2006

Dan Andriano (* 27. Juni 1977 in Elgin, Illinois) ist ein US-amerikanischer Musiker und der Bassist und zweite Sänger der aus Chicago stammenden Punkband Alkaline Trio. Früher spielte er Bass bei der Ska-Punk-Band Slapstick, außerdem war er Sänger und Bassist der Band Tuesday. Dan Andriano trat Alkaline Trio 1997 als Bassist bei, nachdem der frühere Bassist Rob Doran die Band verließ.
Seine Stimme wurde mit der von Elvis Costello verglichen.
2002 erschien etwa gleichzeitig mit der Split-EP seines Alkaline-Trio-Kollegen Matt Skiba auch ein solches Werk mit Beteiligung Andrianos, in Zusammenarbeit mit Mike Felumlee, dem ehemaligen Schlagzeuger des Trios. Mittlerweile ist er auch in dem Nebenprojekt The Falcon aktiv, dem auch Musiker von The Lawrence Arms und Rise Against angehören.